# Lago Nero
O Lago Nero é um lago localizado no cantão de Ticino, na Suíça. A sua superfície é de 0,14 km².